# Fernando Allende
Luis Fernando Allende Arenas (Ciudad de México, 10 de noviembre de 1952), conocido como Fernando Allende, es un pintor, productor y director cinematográfico, cantante y actor mexicano tanto en México como Hollywood.

## Biografía
Allende se inició cantando canciones folclóricas a los 7 años de edad, llegando a cantar en una banda de mariachis. 
Como actor a los 19 años de edad participó en la película Para servir a usted (1971). Protagonizó la película María (1972) junto con Taryn Power. 
Inició estudios en leyes en la Universidad La Salle en México, D.F. Continuó trabajando en cine y luego en televisión. Más adelante, se marchó a Hollywood, California, en 1979, donde trabajó en series de televisión y el cine estadounidense. Cuenta con una larga carrera como cantante de música de mariachi, y cuenta con su propio mariachi.
En 2001 se mudó a Puerto Rico, se dedicó a la pintura, haciendo presentaciones personales acompañado por un mariachi y produciendo para su propia compañía "El Dorado", ya sea series de televisión, programas unitarios, telenovelas y películas para la televisión, en las que también actúa. 
En años recientes regresó a radicar a México, donde realiza participaciones especiales en telenovelas, reality-shows, etc., aunque reparte su tiempo entre México, Los Ángeles y Puerto Rico.

## Vida privada
Se casó con la puertorriqueña María Mediavilla con quien procreó dos hijos, Elán Allende y Adán Allende. La familia se radicó algún tiempo en Aspen, Colorado, y luego se mudaron al Dorado, Puerto Rico.

## Trayectoria

### Telenovelas
- Muchacha italiana viene a casarse (2014-2015) - Sergio Ángeles
- Esperanza del corazón (2011-2012) - Orlando Duarte
- Sortilegio (2009) - Antonio Lombardo
- Besos prohibidos (1999) - José Luis
- María Bonita (1995-1996) - José Santos / Damar Santoyo
- Dulce ave negra (1993-1994) - Santiago Banderas
- Sangre de lobos (1992) - Tomás Nájera
- Amor de nadie (1990-1991) - Guillermo Santiesteban
- Tiempo de amar (1987) - Luis Alberto Carrasco
- Grecia (1987) - Fernando
- Corazón salvaje (1977-1978) - Renato D'Autremont
- El milagro de vivir (1975-1976) - Fred
- Ana del aire (1974) - Gerardo
- El amor tiene cara de mujer (1971-1973)

### Programas
- El show de Slavi (2019) - Invitado especial (еspectáculo búlgaro)[3]
- Bailando por un sueño (2014) - Participante
- Como dice el dicho (2014) - Roberto (1 episodio: "Nada es verdad, nada es mentira")
- Estrella2 (2013) - Invitado
- Nueva vida (2013) - Tristán
- Fantástico (1993) - Presentador
- Las aventuras de Superboy (1989) - Dueño del Club
- Miami Vice- Corrupción en Miami / ABC (1986) - Tico Arriola
- Hunter (1985) - Carlos Moreno
- The Hitchhiker - HBO/ (1985) - Víctor
- Murder, She Wrote - CBS/ (1985) - Miguel Santana
- Glitter - CBS/(1984) - Prince
- Master of the Games - CBS / (1984) - George Mellis
- Heart to Heart (1981-1983) - Fernando / Tomas
- Flamingo Road / ABC (1981) - Julio Sánchez
- El Fénix, un dios revivido (1981) - Diego DeVarga
- Star Search (1980)

### Cine
- Agora (2016) - Mark
- SinVergüenzas (2016) - Dali
- Isa (2014) - Mr. Gross
- Blackwater (2013)
- Frontera (2010) - Don Julian Martínez
- Maria (2010) - Don David
- Tras la línea enemiga 3: Colombia (2009)
- Cigarrón (2006)
- Slayer (2006) - Luis
- Siempre te amaré (2004)
- Naked Lies (1998) - Damián Medina
- Angely Smerti (1993)
- Una mujer con suerte (1992)
- Stalingrad (1990) - Rubén Ibarruri
- Beverly Hills Brats (1989) - Roberto
- Un hombre y una mujer con suerte (1988) - Antonio
- The Alamo: Trece días para la gloria - NBC / (1987) - Col. Alamonte
- Tragedia en tres actos (1986) - Ricardo Montoya
- Heartbreaker (1983) - Beto
- Johnny Chicano (1981) - Johnny Chicano
- Duelo a muerte (1980) - Carlos Aceves "El lobo negro"
- El lobo negro (1980) - Carlos Aceves "El lobo negro"
- La venganza del lobo negro (1980) - Carlos Aceves "El lobo negro"
- El amante del alba (1981)
- Verano salvaje (1980)
- Con la muerte en ancas (1980) - Casey Kelly
- El contrabando del Paso (1980) - Joven ranchero
- Frontera (1980) - Fernando
- Calle de los Ángeles - CBS / (1979) - Ramon "Gallo" Zamora[4]
- El ilegal (1979) - Gabriel Ramírez
- Te quiero (1979)
- La güera Rodríguez (1977)
- La coquito (1977) - Julio
- ¿Y ahora qué, señor fiscal? (1977)
- El hombre de los hongos (1976) - Sebastián
- La Virgen de Guadalupe (1976) - Juan Diego
- El pacto (1976) - Sergio
- Negro es un bello color (1974) - Mario
- El desconocido (1974) - Marcos
- El primer amor (1974)
- El amor tiene cara de mujer (1973) - Pablo Escándon
- Mecánica nacional (1972) - Joven del grupo
- María (1972) - Efraín
- Para servir a usted (1971)

### Discografía
- Como te amo (2014)
- Fernando Allende y sus mariachis (2011)
- Yo no sé (1999) (CD especial con el tema de la telenovela "Besos prohibidos")
- A toda banda (1993)
- Fernando Allende (1992)
- Aunque muero de ganas (1989) (Junto con el mariachi Oro y plata de Pepe Chávez)
- ...Para ti (1983)
- Fernando Allende con el mariachi Vargas, de Tecalitlán (1982)
- El cantor (1981)
- Lo mejor de J. Alfredo (1979) (También conocido como Fernando Allende interpreta J. Alfredo J.)
- Fernando Allende canta a la paloma (1978)
- De sed (1978)
- Dile (1977)
- Corazón salvaje (1977)
- Fernando Allende con el mariachi Oro y plata de Pepe Chávez (1976)
- Fernando Allende (1975)

### Arte
Fernando desde hace 20 años ha incursionado en el mundo del arte, principalmente en la pintura, del tipo abstracto a la que el llama "dinámica", misma que ha sido avalada por la Bienal de Florencia donde emergió la frase "eres pionero de una expresión pictórica que define el principio del siglo XXI"; con más de 120 obras y 80 se encuentran colecciones, algunas públicas y algunas privadas de China, Japón, Abu Dabi, Madrid, México, Puerto Rico , Filipinas, Canadá, Hawái  y Milán. Fue impulsado a esta faceta por Antony Quinn Inició exponiendo en 5 presentaciones colectivas y posteriormente ha expuesto de manera individual en más de 15 veces. 

### Otros
- Miss Universo 1988 (fue juez invitado desde México)
- Miss Mundo 2007, 2017 y 2018 (en China donde fue presentador)[6]

### Premios
- ACE de Nueva York por trayectoria artística (2015)[7]
- Arlequín a la trayectoria artística (2015)
- Asociación Mexicana de Radio a la trayectoria artística (2014)
- Jaguar de Plata (2012)
- Embajador a perpetuidad de los Músicos del Mariachi Mexicano (2012)
- Premio Gobernador de Puerto Rico (2011)

### Libro
- Recuerdos del futuro (2023)